# Выборы главы Республики Калмыкия (2019)
Выборы главы Республики Калмыкия состоялись в Калмыкии 8 сентября 2019 года в единый день голосования. Глава избирался сроком на 5 лет. Победу в первом туре одержал временно исполняющий обязанности главы республики Бату Хасиков.

## Предшествующие события
Предыдущие выборы главы Республики Калмыкия прошли в 2014 году. На них с результатом 82,89 % голосов победил Алексей Орлов.
20 марта 2019 года президент РФ Владимир Путин принял отставку Орлова и назначил временно исполняющим обязанности главы республики Бату Хасикова

## Ключевые даты
- 6 июня Народный Хурал (Парламент) Республики Калмыкия назначил выборы на 8 сентября 2019 года (единый день голосования)[4].
- 8 июня
  - постановление о назначении выборов было опубликовано[5].
  - опубликован расчёт числа подписей депутатов, необходимых для регистрации кандидата[6].
- с 8 по 28 июня — период выдвижения кандидатов[5].
- агитационный период начинается со дня выдвижения кандидата и прекращается за одни сутки до дня голосования.
- с 14 по 24 июля — представление документов для регистрации кандидатов, к заявлениям должны прилагаться листы с подписями муниципальных депутатов[5].
  - в течение 10 дней после принятия документов для регистрации — принятие решения о регистрации кандидата либо об отказе в регистрации[5].
- с 10 августа по 6 сентября — проведение агитации в СМИ[5].
- 7 сентября — день тишины[5].
- 8 сентября — день голосования.

## Выдвижение и регистрация кандидатов
В Республике Калмыкия кандидаты могут выдвигаться только политическими партиями, имеющими право участвовать в выборах.
Каждый кандидат при регистрации должен представить список из трёх человек, один из которых, в случае избрания кандидата, станет представителем правительства региона в Совете Федерации.

### Муниципальный фильтр
В Республике Калмыкия кандидаты должны собрать подписи 9 % депутатов представительных органов муниципальных образований и (или) избранных на выборах глав муниципальных образований. Среди них должны быть подписи депутатов представительных органов районов и городских округов и (или) избранных на выборах глав районов и городских округов в количестве 9 % от их общего числа. Кроме того, кандидат должен получить подписи не менее чем в трёх четвертях районов и городских округов. По расчёту избиркома, каждый кандидат должен собрать от 103 до 108 подписей депутатов всех уровней и глав муниципальных образований, из которых от 20 до 22 — депутатов представительных органов и (или) глав не менее чем 11 районов и городских округов республики.

## Кандидаты
| Кандидат          | Должность (на момент выдвижения) | Субъект выдвижения  | Статус                                                             | Кандидаты в Совет Федерации |
| ----------------- | --- | ------------------- | ------------------------------------------------------------------ | --------------------------- |
| Эрдни Бодгаев     | генеральный директор ООО «Капитал ЮГ», ООО «Кайлас», ООО «Нефрит», исполнительный директор Национальной ассоциации каратэ, индивидуальный предприниматель | Защитники Отечества | отказано в регистрации (не представлены документы для регистрации) |                             |
| Пётр Вышкварок    | помощник депутата Государственной думы Дмитрия Свищёва по работе в Республике Калмыкия                                                                    | ЛДПР                | зарегистрирован                                                    |                             |
| Намсыр Манджиев   | временно неработающий, депутат Народного Хурала (Парламента) Республики Калмыкия                                                                          | КПРФ                | отказано в регистрации (не преодолён муниципальный фильтр)         |                             |
| Наталья Манжикова | эксперт-оценщик ООО фирма «Дем лтд», депутат Народного Хурала (Парламента) Республики Калмыкия                                                            | Справедливая Россия | зарегистрирован                                                    |                             |
| Батыр Мучаев      | руководитель Аппарата Калмыцкого регионального отделения партии                                                                                           | Патриоты России     | зарегистрирован                                                    |                             |
| Бату Хасиков      | временно исполняющий обязанности главы Республики Калмыкия                                                                                                | Единая Россия       | зарегистрирован                                                    |                             |

## Результаты
11 сентября Избирательная комиссия Республики Калмыкия подвела окончательные результаты выборов. Главой республики избран Бату Хасиков. 21 сентября Хасиков вступил в должность главы республики.
| Место                                    | Место                                    | Кандидат                                 | Партия                                   | Голосов | %       |
| ---------------------------------------- | ---------------------------------------- | ---------------------------------------- | ---------------------------------------- | ------- | ------- |
|                                          | 1.                                       | Бату Хасиков                             | Единая Россия                            | 93 704  | 82,54 % |
|                                          | 2.                                       | Наталья Манжикова                        | Справедливая Россия                      | 9682    | 8,53 %  |
|                                          | 3.                                       | Пётр Вышкварок                           | ЛДПР                                     | 3802    | 3,35 %  |
|                                          | 4.                                       | Батыр Мучаев                             | Патриоты России                          | 3134    | 2,76 %  |
|                                          |                                          |                                          |                                          |         |         |
| Действительных бюллетеней                | Действительных бюллетеней                | Действительных бюллетеней                | Действительных бюллетеней                | 110 322 | 97,18 % |
| Недействительных бюллетеней              | Недействительных бюллетеней              | Недействительных бюллетеней              | Недействительных бюллетеней              | 3200    | 2,82 %  |
| Всего                                    | Всего                                    | Всего                                    | Всего                                    | 113 522 | 100 %   |
|                                          |                                          |                                          |                                          |         |         |
| Число бюллетеней, выданных на участке    | Число бюллетеней, выданных на участке    | Число бюллетеней, выданных на участке    | Число бюллетеней, выданных на участке    | 107 770 | 94,92 % |
| Число бюллетеней, выданных вне помещения | Число бюллетеней, выданных вне помещения | Число бюллетеней, выданных вне помещения | Число бюллетеней, выданных вне помещения | 5767    | 5,08 %  |
|                                          |                                          |                                          |                                          |         |         |
| Явка                                     | Явка                                     | Явка                                     | Явка                                     | 113 537 | 41.64 % |
| Число избирателей                        | Число избирателей                        | Число избирателей                        | Число избирателей                        | 272647  | 100 %   |

## Последующие события
Одновременно с выборами главы республики проходили выборы в городское собрание столицы республики Элисты. 26 сентября новоизбранные депутаты по предложению Хасикова избрали мэром города Дмитрия Трапезникова, бывшего главу самопровозглашённой Донецкой Народной Республики. Согласно источникам РБК и Би-би-си за назначением стоял помощник президента РФ Владислав Сурков. Назначение вызвало начавшиеся 29 октября массовые протесты в Элисте, крупнейшие за последние 15 лет.
9 сентября Хасиков заявил, что намерен назначить Сангаджи Тарбаева членом Совета Федерации от исполнительной власти Калмыкии, о чём СМИ сообщали ещё в июле. Однако 21 октября Хасиков назначил на эту должность предыдущего главу региона Алексея Орлова. 23 октября Тарбаева Хасиков назначил постоянным представителем главы Калмыкии при президенте РФ.